# Braça (mesura)
La braça és una unitat de mesura tradicional i antropomètrica que s'ha usat mundialment en moltes cultures i moments diferents, amb diferents valors segons el cas.
Es diu així perquè equival a la longitud d'un parell de braços estesos (aproximadament sis peus).

## Com a unitat de mesura longitudinal
La braça es defineix com la distància entre la punta dels dits d'una mà i de l'altra d'una persona que manté els braços estirats en creu.

### La braça als Països Catalans
En els Països Catalans, n'hi havia dues variants, la braça i la braça reial.
- La braça sualment equivalia a 1,6718 metres (m),[1] mida lleugerament inferior a sis peus i mig de Barcelona (1,6856 m), i una mica superior a una cana de Barcelona (1,555 m). L'extensió de terra d'una braça de llargària s'anomena braçada.
- La braça reial era una mida pròpia sobretot d'algunes localitats de la zona de Castelló de la Plana i de València, igual a 9 pams, és a dir, a 2 1/4 vares, o el que és el mateix, 2,085 m.

### Braça nàutica
També se'n diu braça de la mida itinerària equivalent a 1/1200 part de la milla marítima, és a dir, 1,543 m.
Aquesta mida s'empra sobretot per la gent de la mar per mesurar caps i xarxes, així com fondàries i distàncies curtes.

### Braça en el sistema imperial
La braça del sistema imperial d'unitats (fathom) equival a 1,8287 metres.

## Com a unitat de mesura superficial
La braça entesa com a mesura superfícial s'entén, si no es diu el contrari, referida a la braça reial. Era una mesura eminentment agrària. Equivalia a 81 pams quadrats, o el que és el mateix, 4,15548 m2. Dues-centes braces reials superficials constituïen una fanecada, és a dir, 831,096 m2.